# Октябрський (Каменський район)
Октя́брський (рос. Октябрьский) — селище у складі Каменського району Алтайського краю, Росія. Адміністративний центр Приміської сільської ради.

## Населення
Населення — 467 осіб (2010; 527 у 2002).
Національний склад (станом на 2002 рік):
- росіяни — 88 %